# João Maria da Piedade de Lancastre e Távora

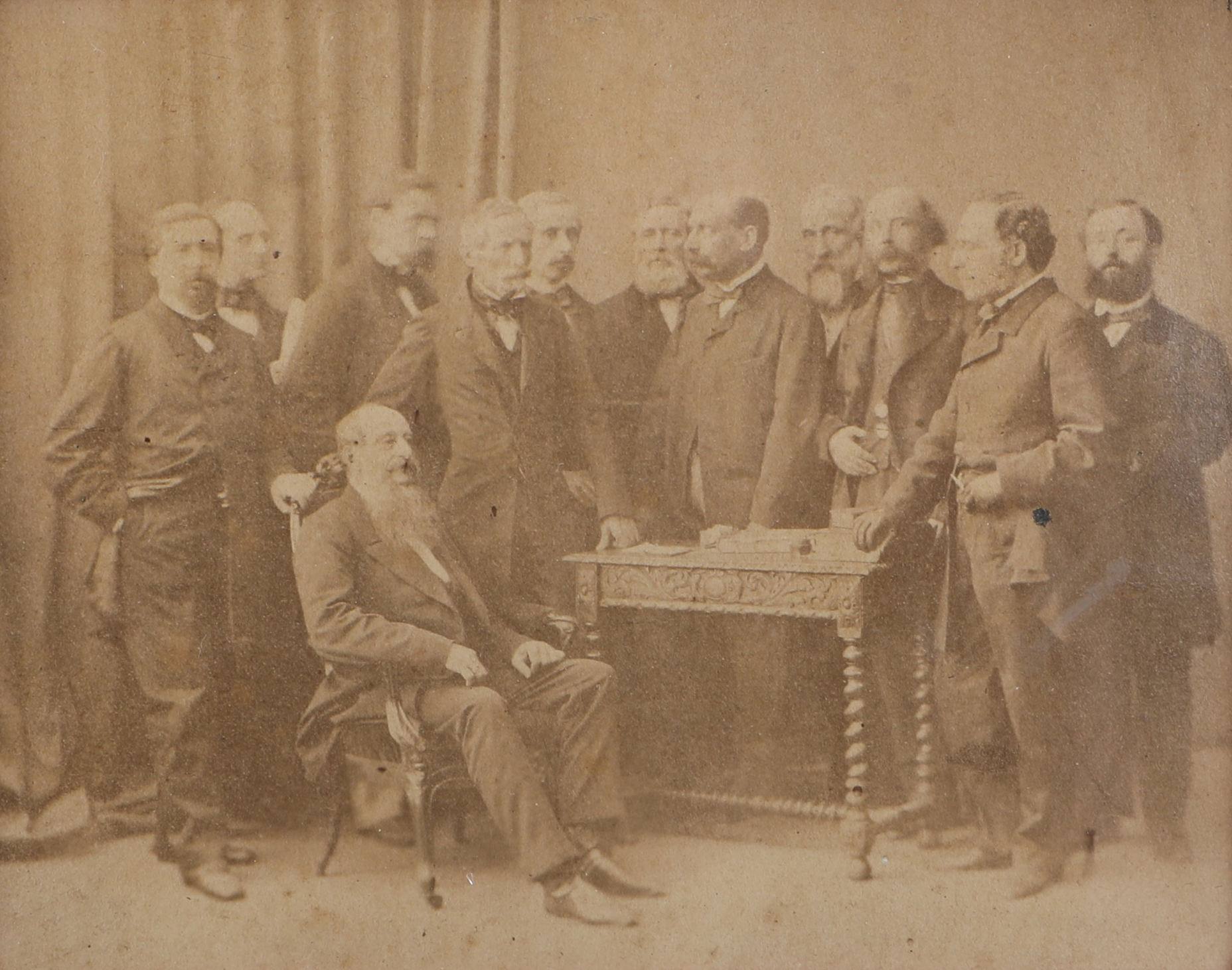
D. Miguel I de Bragança (Londres, c. 1862), tendo à volta um grupo de legitimistas. Vêem-se as seguintes individualidades, da esquerda para a direita: João de Lemos Seixas Castelo Branco; Dr. Carlos Zeferino Pinto Coelho; Conde de Avintes; Conde de Bobadela; Marquês de Abrantes; José Izidoro Mouzinho; Francisco de Lemos; António Joaquim Ribeiro Gomes de Abreu; António Pereira da Cunha; Conde de São Martinho e António Pinto Saraiva. Londres

João Maria da Piedade de Lancastre e Távora (28 de dezembro de 1864 – 14 de dezembro de 1917). Era 8.° marquês de Abrantes, 11.° conde de Vila Nova de Portimão e 15.° conde de Penaguião, sendo o último detentor de tais títulos, após o que fora proclamada a República Portuguesa.
Fez parte do Partido Legitimista, seguidor do Miguelismo, e assim apoiante do rei D. Miguel I de Portugal no exílio.

## Dados genealógicos
Filho de D. José Maria da Piedade de Lancastre e Távora, 10.° conde de Vila Nova de Portimão, e de Maria Rita Correia de Sá e Benevides Velasco da Câmara, filha de António Maria Correia de Sá e Benevides Velasco da Câmara, 6.º visconde de Asseca e Maria Rita Vasconcelos e Sousa, filha de José Luís de Vasconcelos e Sousa, 1.º Marquês de Belas. 
Casou-se em Lisboa, na Igreja dos Inglesinhos, aos 16 de abril de 1885, com Maria Carlota de Sá Pereira de Meneses do Amaral, da Casa do conde da Anadia, com a qual teve cinco filhos.
Seguindo-se, no seus títulos nobiliárquicos, seu filho D. Luís Gonzaga de Lancastre e Távora (1937–1993), genealogista e autor de vários livros.